# 風穴延沼
風穴延沼（ふけつ えんしょう）は、晩唐から宋代にかけて活動した臨済宗の禅伯。臨済下4世。

## 生涯
乾寧3年（896年）、杭州余杭県にて生誕。俗姓は劉氏であると伝わる。初め儒者を志したが、杭州開元寺で出家した後、越州の鏡清道怤に就いた。その後襄州華厳院の宝応禅院南院に移り、守廓次いでその師の南院慧顒に薫陶を受けてその法を継ぐ。長興2年（931年）、汝州の風穴山に住したが、天福2年（937年）には州牧の李史君に請われて郢州へ移った。乾祐2年（949年）、汝州大師の依頼によりその邸宅を寺に改めた。広順元年（951年）、郢州の新寺に広恵寺の額を賜り20年間住持として大衆を指導した。
開宝6年8月15日（973年9月14日）、78歳で病没。『景徳伝灯録』巻13がその事績を伝える。法嗣として首山省念がいる。